# Agrippa (filosof)
Agrippa, grekisk filosof inom skepticismen som troligen levde under det första århundradet. Ingenting av hans verk har överlevt. Han blev mest känd för sina fem troper.